# Irene Worth
Irene Worth (23 de junio de 1916-9 de marzo de 2002) fue una actriz teatral, cinematográfica y televisiva de estadounidense, estrella destacada de la escena británica y americana.

## Primeros años
Su verdadero nombre era Harriet Elizabeth Abrams, y nació en Fairbury (Nebraska), en el seno de una familia de fe menonita. Sus padres, Agnes Thiessen y Henry Abrams, eran educadores, y se mudaron de Nebraska a California en 1920. Worth se educó en la Newport Harbor High School de Newport Beach, en el Santa Ana College de Santa Ana (California), y en la Universidad de California en Los Ángeles.

## Carrera

### Shakespeare y el West End
Entró a formar parte de la compañía teatral Old Vic en 1951, trabajando con Tyrone Guthrie e interpretando a Desdémona, a Helena en El sueño de una noche de verano, Porcia en El mercader de Venecia y su primera lady Macbeth. La compañía hizo gira por Sudáfrica con Worth como una de sus primeras actrices. 
En 1953 participó en el Stratford Shakespeare Festival celebrado en Stratford (Ontario), en su temporada inaugural. En él fue la principal primera actriz, actuando bajo una enorme carpa con Alec Guinness en A buen fin no hay mal tiempo y Ricardo III. Binkie Beaumont la llevó de nuevo a Londres para trabajar en el drama de N. C. Hunter A Day by the Sea, con un reparto que incluía a John Gielgud y a Ralph Richardson. Posteriormente formó parte de la Midland Theatre Company de Coventry, representando la obra de Ugo Betti La regina e lgli insorti. Su actuación le aseguró actuar en Londres, donde Kenneth Tynan escribió sobre la técnica de la actriz lo siguiente: «Es grandiosa, sentida, maravillosamente controlada, clara como el cristal y totalmente inmóvil.»
En la década de 1950 Worth demostró su excepcional versatilidad actuando en la farsa Hotel Paradiso, puesta en escena en Londres con Alec Guinness, y en la tragedia de Schiller Maria Stuart, junto a Eva Le Gallienne. Además, trabajó en Broadway y en la comedia shakespeariana Como gustéis, representada en Stratford (Ontario). En la pieza de Ivor Brown William's Other Anne encarnó a la primera amante de Shakespeare, Anne Whateley, mientras que John Gregson era Shakespeare.

### La RSC y el Teatro National
En 1962 entró en la Royal Shakespeare Company, representando en el Teatro Aldwych, y consiguiendo con dicha compañía algunas de sus mejores interpretaciones. La actriz fue Goneril, en compañía de Paul Scofield (Lear), en la aclamada producción que Peter Brook puso en escena de El rey Lear, en la primera de sus varias colaboraciones con el director teatral. También encarnó a su implacable Goneril en la austera versión cinematográfica rodada en blanco y negro. Repitió su Lady Macbeth y actuó de nuevo para Brook en la obra de Friedrich Dürrenmatt Los físicos. Después, en 1965, viajó a Nueva York para estrenar la enigmática pieza de Edward Albee titulada Tiny Alice, y en la cual actuó junto a John Gielgud ganando el primero de sus tres Premios Tony. 
Trabajó con Peter Brook en París y viajó a Irán representando Orghast, un intento de Brook de desarrollar un lenguaje teatral internacional. En 1968 colaboró con la Royal National Theatre en el Old Vic actuando como Yocasta en la producción que Peter Brook hizo de la pieza de Séneca Edipo, de nuevo junto a Gielgud. Además, estaba orgullosa de haber participado en la puesta en escena de la obra de Noel Coward A Song at Twilight  (1966), en la cual el autor hizo su última actuación teatral.

### Broadway
Worth pasó la mayor parte de la década de 1970 en Norteamérica, aparte de una temporada en el Teatro Greenwich, en el cual interpretó a Gertrudis en una adaptación que Jonathan Miller hizo de Hamlet. También fue Hedda Gabler en Stratford, Ontario, siendo esta una de las que consideraba sus mejores actuaciones, y que motivó que Walter Kerr escribiera en el New York Times que «Miss Worth es posiblemente la mejor actriz del mundo».
Worth consiguió su segundo Tony con el papel de Alexandra Del Lago en la pieza de Tennessee Williams Dulce pájaro de juventud, actuando junto a Christopher Walken. Fue nuevamente nominada al Tony por su actuación como Madame Ranévskaia en El jardín de los cerezos, trabajando en compañía de Raúl Juliá, Mary Beth Hurt y Meryl Streep, la cual estaba iniciando su carrera. Hacia el final de la década fue Winnie en Los días felices, obra de Samuel Beckett. 
La actriz también intervino en: el estreno de otra obra de Albee, The Lady from Dubuque, de la cual se hicieron doce representaciones; en la pieza de Henrik Ibsen Juan Gabriel Borkman; en Toys in the Attic, de Lillian Hellman; y en The Golden Age, de A. R. Gurney.

### Últimos años
En el drama radiofónico  The Odyssey of Homer, ganador en 1981 del Premio Peabody, Worth encarnó a la diosa Atenea. En 1984, Peter Hall la invitó a volver al National Theatre para ser Volumnia en Coriolano, con Ian McKellen en el papel del título. El empresario Joseph Papp la persuadió para volver a ser Volumnia en Broadway, en una producción de Steven Berkoff, en la que de nuevo trabajó con Christopher Walken, que en esa ocasión fue Coriolano. Otras piezas en las que participó fueron la de David Hare The Bay at Nice (National, 1987) y Chère Maître (Nueva York, 1998 y Almeida, Londres 1999). 
En 1991 ganó un tercer Tony por su actuación como Grandma Kurnitz en la pieza de Neil Simon Lost in Yonkers, interviniendo después en la versión cinematográfica interpretada por Richard Dreyfuss y Mercedes Ruehl.
En 1999 actuó en la película Onegin. Estaba a punto del preestreno de la reposición en Broadway de la versión de la obra de Jean Anouilh L'invitation au château, que se tituló Ring Round the Moon, cuando Worth tuvo un ictus que le impidió trabajar en la producción. Sin embargo, siguió actuando hasta septiembre de 2001, siendo una de sus últimas actuaciones la que hizo con Paul Scofield en el Teatro Almeida Theatre representando I Take Your Hand in Mine, de Carol Rocamora, pieza basada en las cartas de amor de Antón Chéjov y Olga Leonárdovna Knipper.

### Recitales
En la década de 1960, en Nueva York, Worth y Gielgud habían colaborado en una serie de lecturas dramatizadas, primero de obras de T. S. Eliot y Edith Sitwell, y después de Shakespeare. Era una forma teatral a la cual ella se hizo más adepta al hacerse mayor, leyendo igualmente a Virginia Woolf, Ivan Turgenev y Noel Coward, entre otros autores. Mediados los años noventa, diseñó e interpretó un monólogo de dos horas, Portrait of Edith Wharton, basado en la vida y obra de Edith Wharton. Sin decorados, escenarios o atrezo, creaba los personajes utilizando únicamente la voz.

## Vida personal
Irene Worth falleció en un hospital de la ciudad de Nueva York en 2002, tras sufrir un segundo ictus. Tenía 85 años de edad. A su funeral, celebrado en el The Public Theater de Nueva York, asistieron, entre otros, Edward Albee, Christopher Walken, Mercedes Ruehl, Meryl Streep y Alan Rickman.

## Galardones
- Premio televisivo del Daily Mail por La dama del mar (1953 – 54)
- Premio BAFTA a la mejor actriz por Orders to Kill (1958)
- Premio Page One por Toys in the Attic (1960)
- Premio Tony a la mejor actriz dramática por Tiny Alice (1965)
- Premio de Evening Standard por Suite in Three Keys (1966)
- Premio del Variety Club of Great Britain por Heartbreak House (1967)
- Premio a la mejor actriz Plays and Players London Theatre Critics por Heartbreak House (1967)
- Comendadora de honor de la Orden del Imperio Británico en 1975.
- Premio Tony por Dulce pájaro de juventud (1975 – 76)
- Premio Joseph Jefferson a la mejor actriz por Dulce pájaro de juventud (1975 – 76)
- Premio Drama Desk por  El jardín de los cerezos (1977)
- Premio OBIE por The Chalk Garden (1981 – 82)
- Premio Emmy por "Live From Lincoln Center: Chamber Music Society of Lincoln Center with Irene Worth and Horacio Gutiérrez" (1986)
- Premio OBIE (1988 – 89)
- Premio Tony por Lost in Yonkers (1991)
- Premio Drama Desk por Lost in Yonkers (1991)

## Filmografía
- Another Shore (1948)
- One Night with You (1948)
- Orders to Kill (1958), con Lillian Gish, dirigida por Anthony Asquith
- The Scapegoat (1959), con Alec Guinness y Bette Davis
- Nicolás y Alejandra (1971), con Janet Suzman, Michael Jayston, Laurence Olivier, Jack Hawkins, Michael Redgrave y Harry Andrews
- Días felices (1980) (TV)
- Deathtrap (1982), con Michael Caine y Christopher Reeve, dirigida por Sidney Lumet
- Mesas separadas (TV) (1983), con Julie Christie, Alan Bates y Claire Bloom, dirigida por John Schlesinger
- The Tragedy of Coriolanus (1984) (TV), dirigida por Elijah Moshinsky
- Fast Forward (1985), dirigida por Sidney Poitier
- Lost in Yonkers (1993), con Richard Dreyfuss y Mercedes Ruehl, dirigida por Martha Coolidge
- Just the Ticket (1998), con Andy García y Andie MacDowell
- Onegin (1999), con Ralph Fiennes, Toby Stephens y Liv Tyler, dirigida por Martha Fiennes